# Louis Ier d'Orléans-Longueville
Louis Ier d'Orléans-Longueville est né en 1480 et est mort à Beaugency le 1er août 1516, comte de Montgomery, comte de Tancarville, prince de Châtelaillon, vicomte d'Abbeville, marquis de Rothelin et comte de Neuchâtel par son mariage, Grand chambellan de France et gouverneur de Provence (Montgomery et Abbeville viennent des Harcourt par une union avec les Castille-Ponthieu-Alençon et Montgommey-Aumale ; Tancarville et Châtelaillon des Harcourt par une union avec les Melun eux-mêmes alliés aux Tancarville puis aux Parthenay : le tout venu de Marie d'Harcourt, sa grand-mère paternelle ; Rothelin est du chef de sa femme Jeanne de Bade-Hochberg)

Il est capitaine de la première compagnie des cent gentilshommes de la Maison du Roi.

## Biographie
Fils cadet de François Ier de Longueville (le fils de Jean bâtard d'Orléans comte de Dunois et de Longueville, et de Marie d'Harcourt héritière de Montgomery, Melun, Tancarville, Parthenay et Châtelaillon) et d'Agnès de Savoie (belle-sœur de Louis XI). Il accède au titre de duc de Longueville après la mort, le 23 mai 1515, de sa nièce Renée d'Orléans, fille de François II d'Orléans-Longueville. Il fut fait prisonnier par les Anglais à la Bataille de Guinegatte (1513) et profita de sa captivité à Londres pour négocier le mariage de Louis XII avec Marie Tudor qui amena le traité de paix.

## Famille
Louis épousa en 1504 Jeanne de Hochberg (-1543), fille de Philippe de Hochberg (branche des margraves de Bade qui furent comtes de Neuchâtel et Valangin en Suisse et sires de Rothelin (Rötteln) en Bade), arrière-petite-fille du roi Charles VII et de Marie d'Anjou par sa mère Marie de Savoie (nièce d'Agnès ci-dessus et fille d'Amédée IX), et fut le père de :
- Claude (1508 - 9 novembre 1524), duc de Longueville, comte de Montgomery, comte de Tancarville, vicomte d'Abbeville, pair de France.
- Louis II (1510-1537), époux de Marie de Guise, père de François III de Longueville le successeur de Louis Ier et Jeanne à la principauté de Neuchâtel,
- Charlotte (1512-1549), épouse de Philippe de Savoie-Nemours, duc de Nemours et comte de Genève, fondateur de la Maison de Genevois-Nemours et ancêtre de Louis XV.
- François (2 mars 1513 - 25 octobre 1548), marquis de Rothelin, mari de Jacqueline de Rohan-Gyé. Il aura un fils bâtard, François d'Orléans-Rothelin, souche de la branche Orléans-Rothelin.